# Косово-Поле (община)
Ко́сово-По́ле (серб. Косово Поље) — община в Косове, является территорией со спорной административной принадлежностью.
Занимаемая площадь — 89 км².
Административный центр общины — город Косово-Поле. Община Косово-Поле состоит из 18 населённых пунктов, средняя площадь населённого пункта — 4,9 км².

## Административная принадлежность
| Сербская позиция                                           | Албанская позиция                            |
| ---------------------------------------------------------- | -------------------------------------------- |
| входит в Косовский округ автономного края Косово и Метохия | входит в Приштинский округ Республики Косово |